# ダブル・ウーマン/色欲妻
『ダブル・ウーマン/色欲妻』（原題：The Tale of Tiffany Lust、別英題：Body Lust）は、1979年公開のアメリカの成人向け映画。

## 概要
ラドリー・メツガー（「ヘンリー・パリス」名義、クレジットなし）が監督し、ニューヨークのいくつかの凝ったロケーションで撮影された。
この映画は、（1969年にアンディ・ウォーホルの『ブルー・ムービー』が公開されたことに端を発する）アメリカ合衆国におけるポルノの黄金時代、つまり大人のエロティック映画が広く公開され始めたばかりの「ポルノ・シック」の時代に公開され、（ジョニー・カーソンやボブ・ホープなどの）著名人が公に語り、（ロジャー・エバートなどの）映画評論家が（このような映画を）真剣に受け止めることに繋がった。

## あらすじ
性生活を充実させたいと心に秘める主婦のティファニーに、友人のベティが生放送でゲストがエロい行為を楽しむ、フローレンス・ナイチンゲイルのラジオ番組を聴くように勧める。その後、ティファニーは夫が同じような行為を楽しんでいることに気付く。

## 出演
- ゲストNo.19 - キャンディダ・ロイヤル
- バーの女の子 - デザレー・クストー
- ティファニー - Dominique Saint Claire
- ティファニーの夫 - ジョージ・ペイン（英語版）
- ゲストNo.9 - ロン・ジェレミー
- サウナの女の子 - サマンサ・フォックス
- フローレンス・ナイトチンゲイル - ヴァネッサ・デル・リオ
- ベティ - ヴェロニカ・ハート

## 備考
ある映画評論家によると、ラドリー・メツガーの映画は、ポルノの黄金時代（1969年 - 1984年）に製作されたものを含め、その「贅沢なデザイン、ウィットに富んだ脚本、普通ではないカメラアングルへの傾倒」で注目されている。また、別の評論家は、彼の映画は「非常に芸術的で、しばしば知的であり...豪華な映画撮影を特徴としている」と指摘した。
メツガーの映画とオーディオ作品は、ニューヨーク近代美術館（MoMA）の永久コレクションに加えられている。